# Guardian Building

Het Guardian Building, opgeleverd in 1929 en in april van dat jaar geopend als het Union Trust Building en bekend als Detroit's Cathedral of Finance, is een wolkenkrabber in het historische Detroit Financial District aan 500 Griswold Street in downtown Detroit. Ontworpen in art-deco-stijl, onderscheidt het gebouw zich door vele Meso-Amerikaans en Noord-Amerikaans inheemse elementen (Zigzag deco) die zijn meegenomen in zowel het ex- als interieur.
Op 29 juni 1989 werd het Guardian Building uitgeroepen tot National Historic Landmark.

## Voorgeschiedenis
De Union Trust Company werd in Detroit opgericht in 1891 door Senator James McMillan en Dexter M. Ferry, naast enkele investeerders. Door het samengaan van Union Trust met de even grote National Bank of Commerce ontstond de Guardian Detroit Union Group. Vanwege de verspreiding en het ontstane kantoorgebrek werd besloten tot het oprichten van een nieuwe hoofdzetel. De plek die hiervoor werd gekozen, was het blok aan Griswold St. tegenover het kantoor van de Union Trust Company, ontworpen door Donaldson en Meier. Dit gebouw aan Griswold en Congress St. stammend uit 1896, gebouwd in neoromaanse stijl is later gesloopt in 1956.
De gunning werd verleend aan Smith, Hinchman, and Grylls Group. Architect Wirt Rowland kreeg de taak het gebouw uit tekenen.
Op 1 maart 1927 werden begonnen met de sloop van vijf gebouwen van The Huron, Burns, Lewis, Butler en Standard Savings and Loan Association van een compleet Griswoldblok. De grond werd opgebroken en de op sedimentair gesteente beruste fundering werd voltooid op 15 oktober 1927. The Guardian was 's werelds hoogste gemetselde structuur toen het werd voltooid in 1929.

## Architectuur

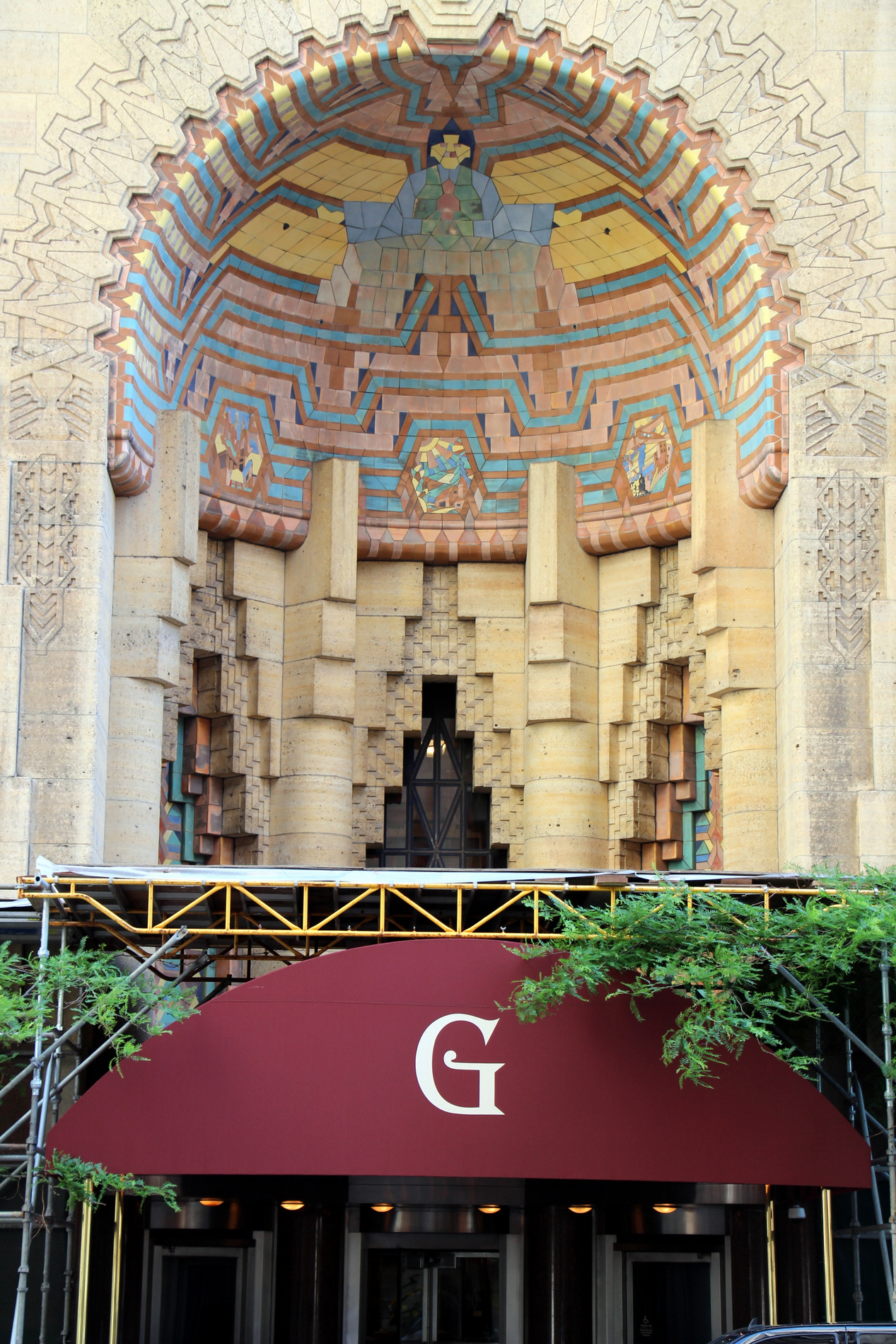
Guardian Building entree

Het ontwerp werd een 151 meter hoge, 36 verdiepingen tellend gebouw met stalen skelet, met daarop twee asymmetrische torens van nog eens vier verdiepingen. De vlaggenmast brengt de totale hoogte op 192.6 m. Rondom zijn de eerste bouwlagen uitgevoerd in Navajo-wit Mankatonatuursteen. Daarboven uit 1.800.000 speciaal gefabriceerde oranje Guardian Brick-bakstenen. Zowel beneden als aan de top is het metselwerk rondom afgewisseld met gebakken tegels in de vaste kleuren die overal in het Guardian Building aanwezig zijn.
Bij de entree zijn figuren en vormen te zien, waaronder krijgers en een gevleugelde persoon boven symbolen die welvaart, vooruitgang, industrie, agricultuur en transport uitbeelden. Deze patronen, uitgehouwen door Carrardo Parducci en figuren in mozaïek belegde tegels gevormd door Mary C. Perry Stratton, moeten de bezoeker een gevoel van veiligheid en vertrouwen geven.
Eenmaal in de lobby bevindt men zich onder een drie etages hoog koepelvormig plafond welke doorloopt tot in de achterste bankhal. De vloeren zijn belegd met Afrikaans en Europees marmer. De muren met vele bogen en trappen gestapeld met kalksteen zijn rijkelijk gedecoreerd in figuren van keramische Pewabic- en Rockwoodtegels. De lobby wordt in tweeën gedeeld door twee paar marmeren trappen aan weerszijden die naar de oorspronkelijke bankhal leiden. De toegang tot deze ruimte neemt men door een metalen in art deco gevormd hekwerk met in het midden een klok omgeven van Tiffanyglas.
De oorspronkelijke bankhal heeft dezelfde hoogte als in de lobby maar is geluiddempend gemaakt door een pleisterlaag met paardenhaar en daaroverheen canvas. Uit dit doek zijn vormen gesneden en geschilderd, uitgewerkt door Anthony Eugenio en tien schilders. Verschillende daglichten in het midden van het plafond, laten van buiten licht doorschijnen via loden kanalen met uit Frankrijk geïmporteerde prisma's en vervormd glas.
Aan de flanken wordt de hal verlicht door grote glas-in-loodramen in rondboog getoogd metselwerk. Op de muur aan het einde van de bankhal is een schildering van een beschermvrouwe en de staat Michigan afgebeeld met al haar industrieën, gemaakt door Ezra Winter.
Vanwege de pilaren, bogen, zijbeuken, gaanderijen, walnoothout, Teakfineer, bladgoud rond afgebeelde zonnestralen die vanaf het plafond naar beneden lopen en bladzilver om het licht te versterken, kreeg het Guardian Building de toenaam van kathedraal.

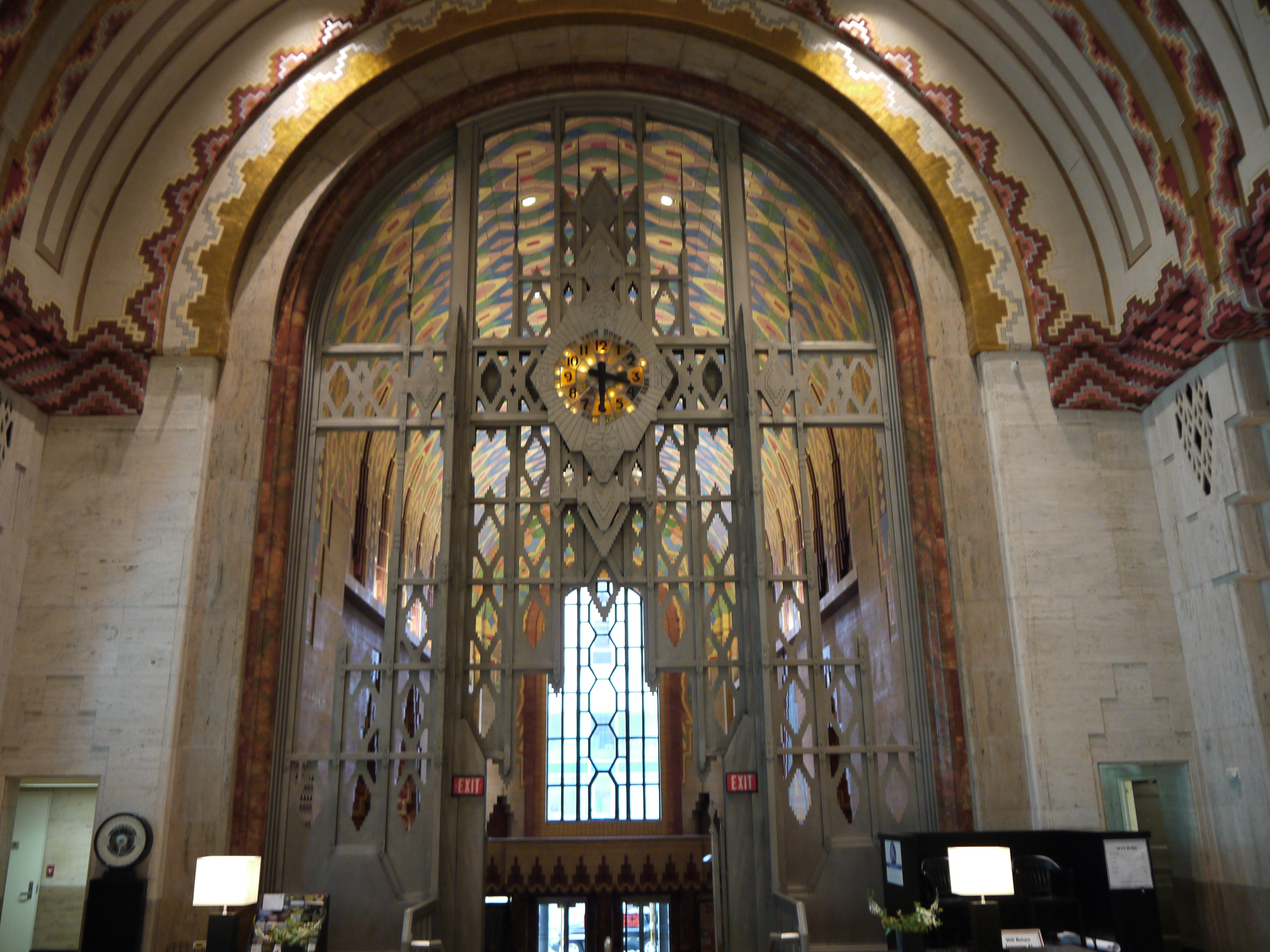
doorgang in hekwerk

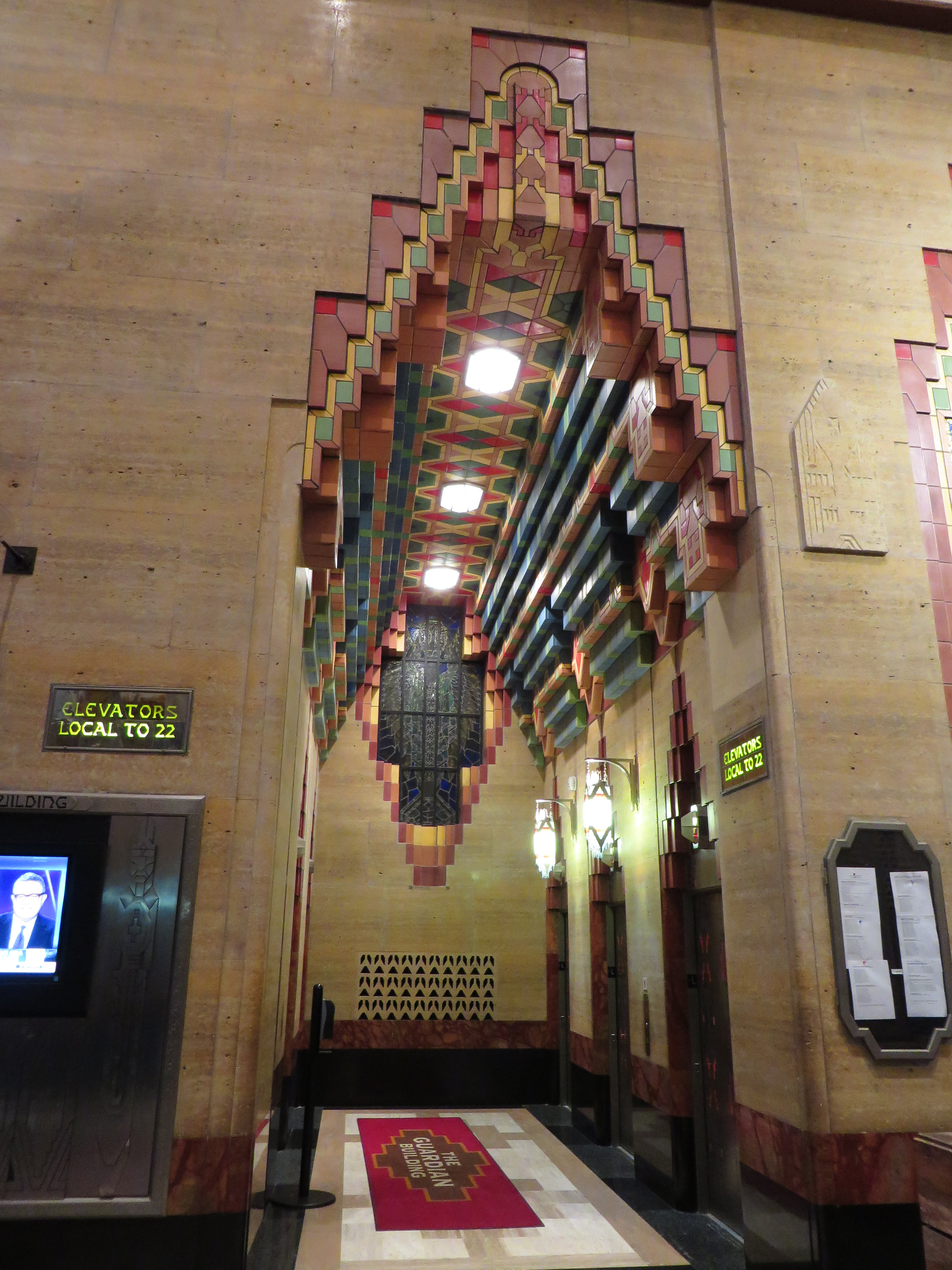
naar de liften

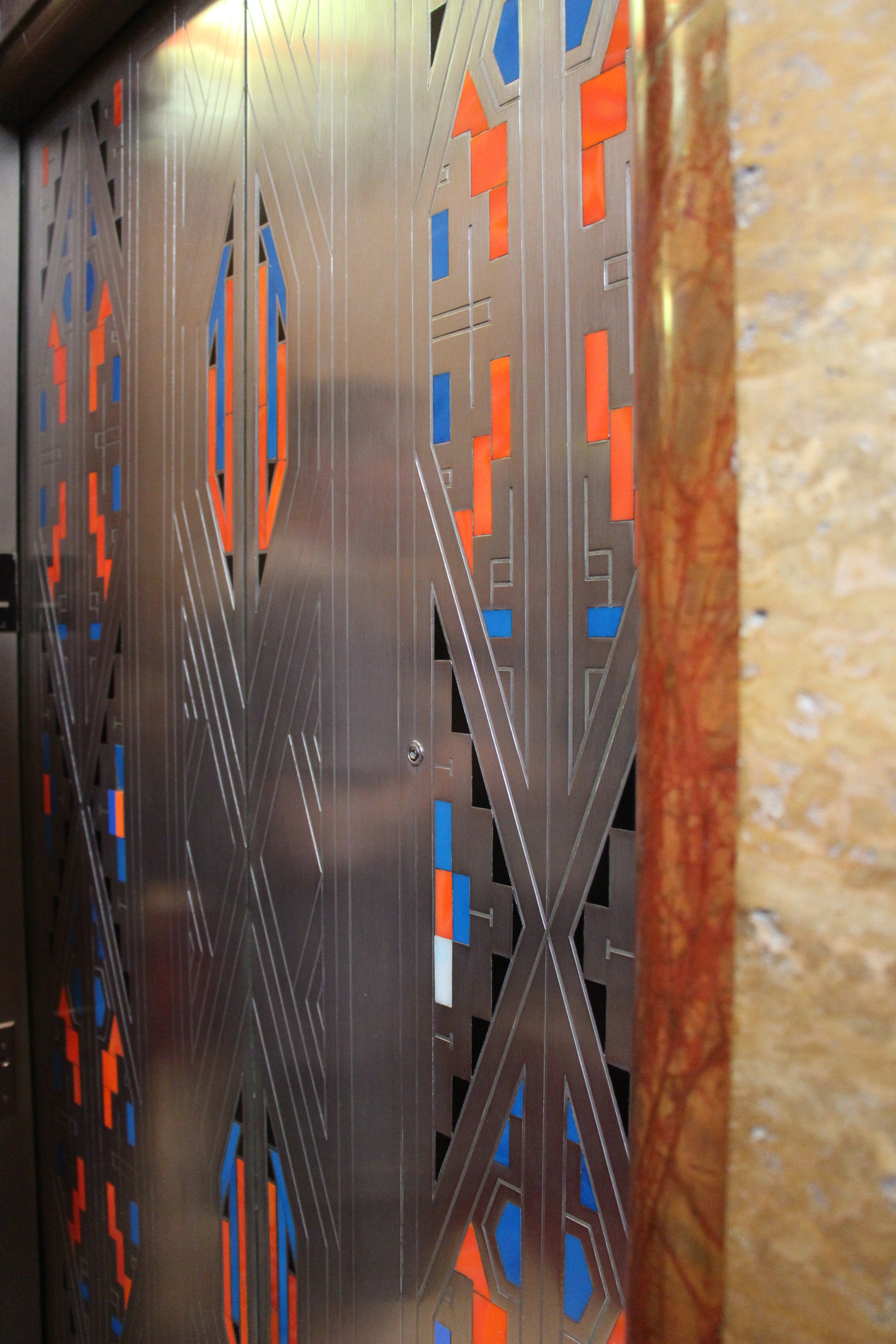
detail liftdeur

## Gebruik
Eind 1932 was het afgelopen voor Union Trust. Met de afkorting U.T. nog op deurknoppen, liftdeuren en andere voorwerpen kwam de toren in 1933 onder bewind van de New Union Building Corporation.
Tijdens de Tweede Wereldoorlog diende het Guardian Building als commandopost en coördinatiepunt voor de oorlogsproductie in en rond Detroit. Na de oorlog werd het gebouw weer eigendom van The New Union Building Corp. die uiteindelijk bankroet ging in 1949. In 1952, toen een groep pachters de Guardian Building Company oprichtten, werd de naam Guardian Building gegeven.
Het bouwwerk werd in 1975 opgekocht door Michigan Consolidated Gas Company (MichCon) die hier al jarenlang onderdak had. Als gevolg van de afstoting van MichCon door de ANR Company in 1981, werd het Guardian Building in 1982 het hoofdkwartier van Michcon. In 1983 begon MichCon. met de restauratie van de eerste verdiepingen, waarbij bovendien veel oude elementen werden weggewerkt door gebruik van nieuwe bouwmaterialen.
In 1998 maakten Smith, Hinchman & Grylls (thans SmithGroupJJR) bekend dat ze in het Guardian zouden trekken.
Later werd het de hoofdzetel van MCN Energy Group Inc, het moederbedrijf van MichCon. Tot de fusie van MCN met DTE Energy in 2001. In november 2003 verkocht DTE het gebouw aan een lokale vastgoedontwikkelaar die miljoenen dollars stak in een nieuwe renovatie.
Wayne County (Michigan) is sinds 2008 eigenaar van de wolkenkrabber.
Anno 2015 is er een grote financieringsinstelling gevestigd, en naast kantoren, vergader- en conferentieruimten bevindt zich onderin een café en zijn er souvenirshops gehuisvest waar onder andere veel boeken over Detroit en het gebouw te koop staan. 

## Sky Fountain
Tot aan de aanvang van Tweede Wereldoorlog was er vanaf de top van het gebouw een lichtspektakel te zien. Vanuit verre omstreken waren rode, amber, magenta en groene lichtbundels, elk vanaf een punt van de octagonale kroon waar te nemen. Het effect was bekend als de Ryan Auto Electric Scintillator van General Electric.

## Skyramp
Nadat Michigan Consolidated Gas Company eigenaar van het Guardian Building werd, en tegelijkertijd ten zuidoosten aan de overkant in het Michcon Building zat, liet moederbedrijf American Natural Resources Company vanaf de vijftiende verdieping een luchtsluis construeren.
De luchtbrug verbindt de twee restaurants in het Guardian en One Woodward Avenue

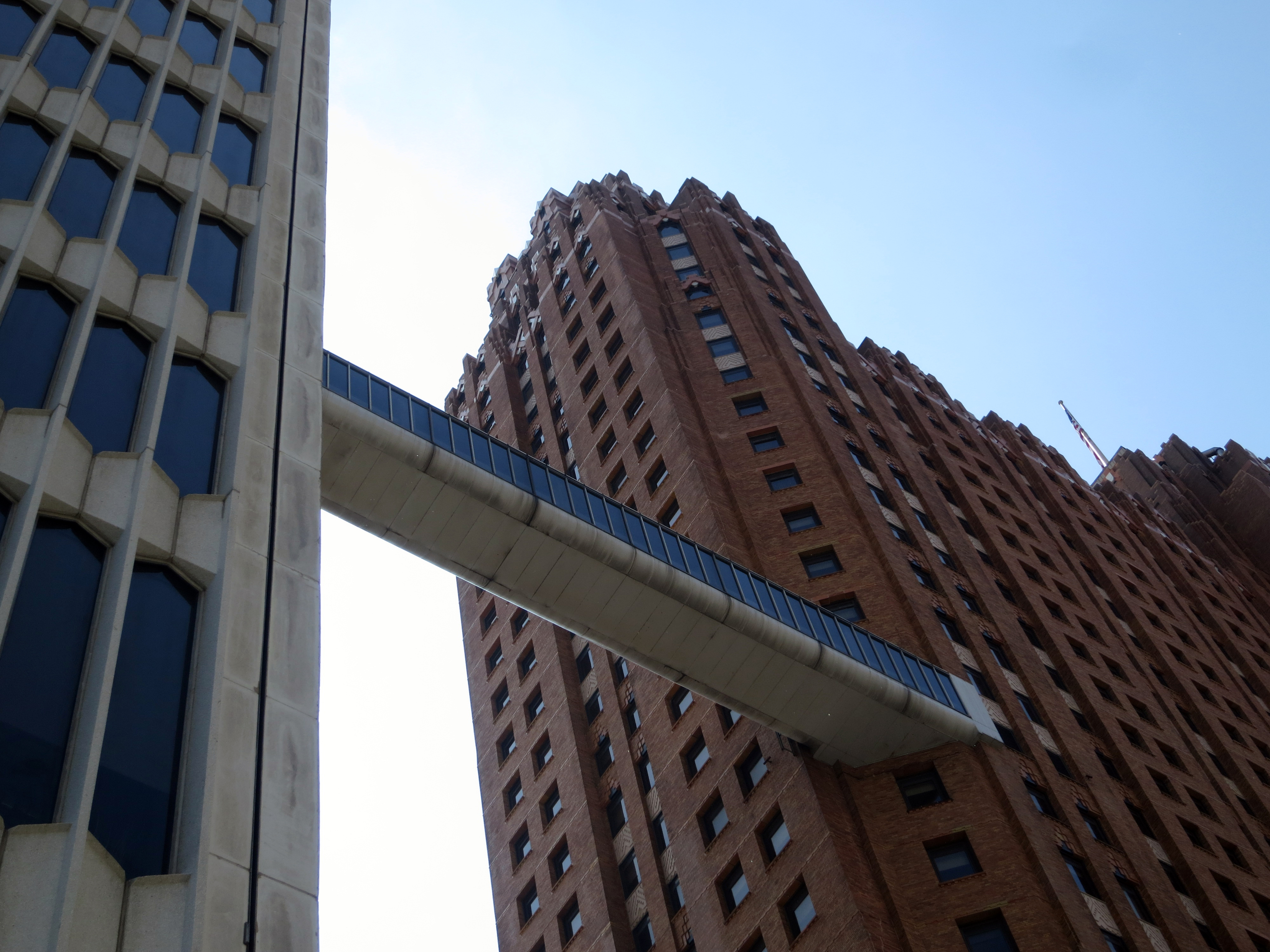
Luchtbrug tussen One Woodward en Guardian Building